# Lárisza
Lárisza város Görögország középső részén, Thesszália régiójának a központja  Lárisza prefektúrában, az Égei-tenger partjának közelében.
Lárisza fontos közlekedési csomópont mind a személyforgalom, mind az áruszállítás tekintetében. Egyben a mezőgazdaságáról híres Thesszália élelmiszeripari központja, egyetemi város, és egy katonai bázis is van a közelben.
A város neve fellegvárat jelent.

## Éghajlata
| Hónap                         | Jan. | Feb. | Már. | Ápr. | Máj. | Jún. | Júl. | Aug. | Szep. | Okt. | Nov. | Dec. | Év   |
| ----------------------------- | ---- | ---- | ---- | ---- | ---- | ---- | ---- | ---- | ----- | ---- | ---- | ---- | ---- |
| Átlagos max. hőmérséklet (°C) | 10,2 | 11,8 | 15,4 | 20,0 | 26,0 | 31,6 | 33,4 | 32,9 | 28,6  | 22,5 | 15,3 | 10,5 | 21,6 |
| Átlagos min. hőmérséklet (°C) | 0,7  | 1,1  | 3,6  | 6,9  | 11,5 | 16,1 | 18,5 | 18,1 | 14,4  | 10,5 | 5,7  | 2,2  | 9,2  |
| Átl. csapadékmennyiség (mm)   | 30   | 34   | 35   | 40   | 41   | 20   | 19   | 20   | 13    | 44   | 67   | 51   | 413  |
| Forrás: meteo-climat-bzh      |      |      |      |      |      |      |      |      |       |      |      |      |      |

| Hónap                         | Jan. | Feb. | Már. | Ápr. | Máj. | Jún. | Júl. | Aug. | Szep. | Okt. | Nov. | Dec. | Év   |
| ----------------------------- | ---- | ---- | ---- | ---- | ---- | ---- | ---- | ---- | ----- | ---- | ---- | ---- | ---- |
| Rekord max. hőmérséklet (°C)  | 21,8 | 25,7 | 28,4 | 33,8 | 40,0 | 44,7 | 45,5 | 43,0 | 41,8  | 33,7 | 29,0 | 24,9 | 45,5 |
| Átlagos max. hőmérséklet (°C) | 9,6  | 11,8 | 14,9 | 20,0 | 25,7 | 30,9 | 33,0 | 32,4 | 28,7  | 22,1 | 16,0 | 10,9 | 21,4 |
| Átlagos min. hőmérséklet (°C) | 0,5  | 1,5  | 3,4  | 6,3  | 10,8 | 15,0 | 17,6 | 17,1 | 14,1  | 9,8  | 5,5  | 1,8  | 8,7  |
| Átl. csapadékmennyiség (mm)   | 30   | 35   | 36   | 29   | 37   | 24   | 20   | 16   | 29    | 47   | 58   | 52   | 413  |
| Havi napsütéses órák száma    | 105  | 118  | 158  | 214  | 266  | 307  | 337  | 320  | 248   | 172  | 126  | 101  | 2471 |
| Forrás: NOAA                  |      |      |      |      |      |      |      |      |       |      |      |      |      |

## Története

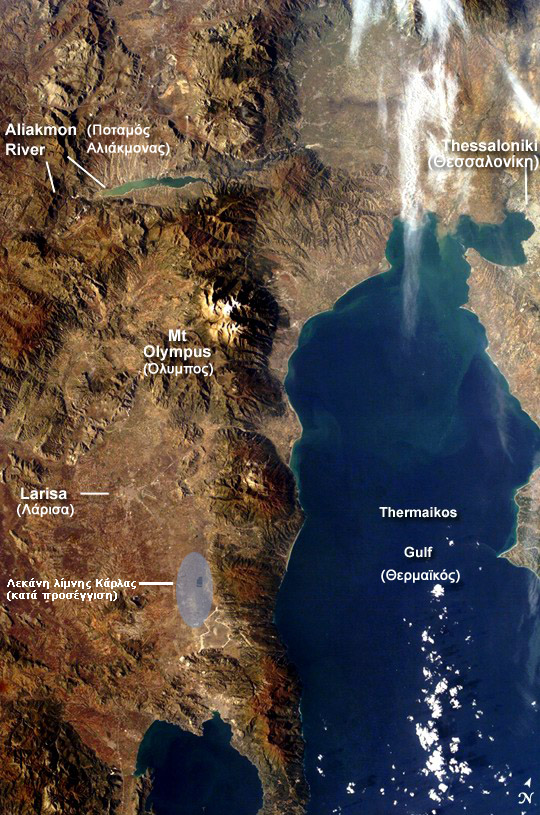
A város elhelyezkedése műholdfelvételen

A paleolitikumtól kezdve lakott település volt. Fontos szerepet játszott a perzsa háborúkban, virágkorát az időszámításunk előtti 2. században élte, de mára mindennek alig maradt fenn látható nyoma, majd viszontagságos középkori sorsán át ível napjainkig.

## Demográfia
A város lakosságának számbeli alakulása:
- 1889: 13 610 lakos
- 1907: 18 001 lakos
- 1991: 113 781 lakos
- 2001: 126 076 lakos

## Látnivalók

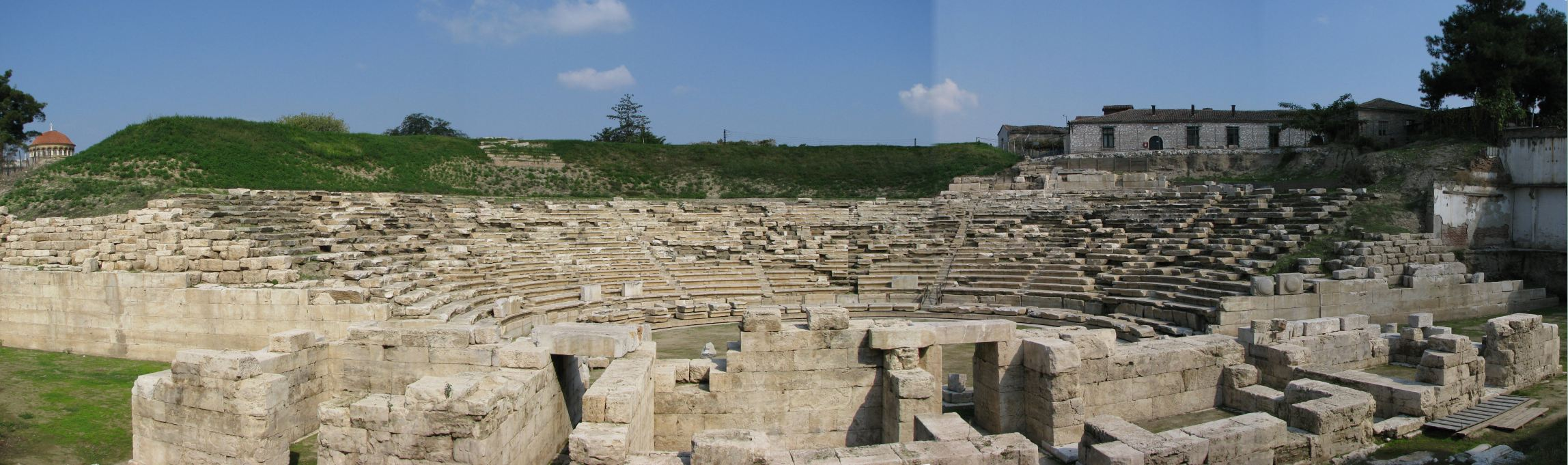
A hellenisztikus kori színház

- Az egykori Ajiosz Ahiliosz-hegyi Akropoliszra ráépült erőd, a Kastro és az itt található Agios Achilios katedrális
- Pallasz Athéné temploma
- A hellenisztikus korban emelt színház maradványai, mely fénykorában az epidauroszi színházzal vetekedett. Mai állapotát nézve elég nehéz elképzelni, hogy milyen hatalmas lehetett egykor. Teljes feltárása nem lehetséges, mert a város jelentős területét kellene lebontani hozzá.
- A Régészeti Múzeum egy kis török dzsámi épületében kapott otthont. Érdekesebb emlékei: egy bronzkori menhírszobor, archaikus állatfríz egy láriszai templomról, az I. e. 5. század első felében készült thesszáliai sírsztélék csoportja, hellénisztikus festett szarkofág Krannónból, lovas hérószt ábrázoló i. sz. 3.-4. századi sírsztélék, ókeresztény plasztikai emlékek, kőkorszaki leletanyag idolokkal, festett kerámiákkal.
- Néprajzi Múzeum
- Városi Képtár, ahol a görög kortárs művei láthatók
- A Piniosz folyó partján található Alkazar park
- Bizánci erőd és török védművek

## Sport

### Labdarúgás
- PAE AÉ Láriszasz 1964 (ΠΑΕ Αθλητική Ένωση Λάρισας)

## Testvérvárosok
- Bălți, Moldova
- Besztercebánya, Szlovákia
- Knoxville, USA
- Rybnik, Lengyelország
- Sztara Zagora, Bulgária
- Ürgüp, Törökország

## Külső hivatkozások
- A város hivatalos honlapja